# Renée Pietrafesa Bonnet
Renée Pietrafesa Bonnet   (Montevideo, 17 de desembre de 1938 - Montevideo, 3 de febrer de 2022) va ser una compositora, pianista, organista, harpsicordista i directora franco-uruguaiana. Les seves composicions abastaven gèneres populars i clàssics que incloïen música electroacústica.

## Biografia
Nascuda el 1938 a Montevideo, Uruguai, Pietrafesa va començar els seus estudis musicals amb la seva mare, la pianista i pedagoga Renée Bonnet. Va assistir a cursos impartits per Jörg Demus i Héctor Tosar, desenvolupant les seves habilitats com compositora i artista.
Va fundar la Chorale de l'Alliance Française i l'Orquestra de Càmera Ars de Montevideo que va recórrer l'Uruguai i tota Amèrica Llatina i va organitzar el 1er Festival de Música de Cambra a l'aire lliure de Montevideo.
El 1973-74, va rebre beques del govern francès, i va fer recerca electroacústica en el Groupe de Recherches Musicales de París sota la direcció de Pierre Schæffer, i va estudiar direcció d'orquestra amb J. Mercier. El 1975-77, va dirigir el primer musical d'Atelier d'iniciació a la música electroacústica del Centre Culturel Censier de la Universitat de París i l'Ensemble instrumental des Boursiers Etrangers (França). Va actuar en el Musée d’Art Moderne de París i va participar en nombroses emissions de France Culture a París. El 1976, la pel·lícula d'Eva Houdova Renée Pietrafesa, composer and performer va ser premiada en el Festival de Besançon.
El 1984, va ser nomenada « Cavaller de les Arts i les Lletres » i va rebre a Montevideo el premi Florencio de la Crítica teatral uruguaiana per la música de l'Electra de Sòfocles.
El 1990 va ser convidada pel Govern francès com a compositora i professora. A partir de 1991, va col·laborar com compositora i pedagoga en els intercanvis França-Uruguai. En aquesta esfera, ha impartit diverses classes magistrals en acadèmies franceses de música, com la CNR d'Estrasburg, que la va convidar a ensenyar i dirigir les seves obres. També va ser convidada pel Deutscher Musikrat (Consell Alemany de Música, membre del Consell Internacional de Música), a Itàlia, Espanya i al Brasil i Argentina.
El 1997 va fer el concert Por la vida en el Teatro Solís de Montevideo, amb la col·laboració d'UNICEF d'Uruguai i la participació d'una orquestra de 100 músics, 5 cors d'adults i el cor infantil Cor de nens de l'Iname, per recaptar fons per nens sense llar a l'Uruguai.
El 1999, durant la gira anual en Europa, va fer amb Luis Battle, a París i Roma, interpretant obres del repertori universal i de la seva pròpia collita. També va dirigir les classes magistrals en diverses acadèmies de França fent concerts d'obres mestres llatinoamericanes interpretades per orquestres europees. El mateix any, va fer l'estrena a Montevideo de la seva obra, Des de la Cruz del Sur, amb l'orquestra SODRE.
El 2000, va participar en el Festival Paris-Banlieues-Tango. A partir del 24 de novembre de 2001, va haver-hi produccions simultànies d'almenys quatre de les seves obres musicals a Montevideo.
El 2001 va presentar el seu nou CD, "Mutabile", publicat per Ayuí / Tacuabé i Fonam de Montevideo. Va ser nomenada "Dona de l'any 2001" de l'Uruguai en la categoria del Millor Espectacle Musical i va guanyar el Premi Florencio, 2001 per "El hermano olvidado" d'Ariel Mastandrea, dirigit per Nelly Goitiño.
L'any 2002, va ser convidada a França per dur a terme concerts i enregistraments de les seves obres per a piano dins del XV Video Moments de Manosque i també per donar a París concerts de piano de compositors llatinoamericans. Va dur a terme una ronda de concerts com a pianista i com a responsable de l'orquestra "Ars Musicæ", a l'Uruguai i va dirigir en dues ocasions l'Orquestra SODRE de Montevideo en obres de Bach, Mozart i Schubert i la seva pròpia composició "Desde la Cruz del Sur" en la seva versió 2002, i estrenada en el moment de diversos concerts a Montevideo "Para piano y encordado 2002", "Para piano preparado y amplificado 2002", "Evocación para piano y orquesta de Cámara" i "Canción a Federico 2002" .
Pel seu desenvolupament, va rebre el premi Morosoli 2005 de la Fundació Lolita Rubial (novembre de 2005).
Va ser membre del SUMC i de la NMN de Montevideo i va ser convidada regularment per dirigir l'Orquestra Filharmònica de Montevideo i l'Orquestra Simfònica del SODRE de Montevideo.
Darrerament, va ser la directora de l'Escola de Música «Quinta del Arte» a Montevideo i va dirigir programa de televisió musical (“Taller de Música” a Canal 5). Va ser professora de Pedagogia Musical a l'Escola Universitària de Música de Montevideo i va dirigir el Grupo Barroco de Montevideo que va fundar.
Va gravar obres de Mozart, Schubert, Brahms i Froberger, així com els seus propis CD, com Mutabile (Ayuí / Tacuabé), Sondor, i obres per a piano de l'Orquestra del CNR d'Estrasburg, l'Ossodre i l'Orquestra Filharmònica de Montevideo.
El 24 d'octubre de 2016, Pietrafesa va ser designada "Ciutadana Il·lustre de Montevideo".
Pietrafesa va morir el 3 de febrer de 2022, a l'edat de 83 anys.